# Misael Domínguez
Josué Misael Domínguez González (27 de octubre de 1999; Saltillo, Coahuila, México) es un futbolista mexicano que se desempeña como mediocampista ofensivo; actualmente juega para el Atlético Morelia de la Liga de Expansión MX.

## Trayectoria

### Inicios
Ingresó a las Fuerzas Básicas del Club Santos Laguna en el año 2013, destacó con la categoría Sub-15, tras destacar con Santos Laguna llamó la atención de varios clubes entre ellos Chivas, Tigres y Rayados, se le hizo la invitación de formar parte de Rayados de Monterrey, donde ingresó en el año 2014, destacó con las fuerzas básicas y en 2015 fue visoriado por Antonio Mohamed, realizó pretemporada con Rayados para el Apertura 2015, sin embargo por su corta edad no pudo ser registrado con el primer equipo.
Para el Torneo Apertura 2016, fue registrado con el primer equipo. Debutó el 5 de noviembre de 2016 en el partido Rayados con los Tiburones Rojos de Veracruz.

### Cruz Azul
Para el Torneo Apertura 2018 no entró en planes del técnico Diego Alonso, fue puesto transferible, por petición del técnico Pedro Caixinha se oficializó su fichaje al C D. Cruz Azul en calidad de préstamo con opción a compra, siendo el quinto refuerzo de cara al Apertura 2018.
Todos sus momentos fueron destacados a pesar de la poca actividad que vio en el club, fue pieza clave en muchas ocasiones, inclusive en la obtención del título de liga de Cruz Azul del Clausura 2021 después de casi 24 años de sequía. Ese mismo torneo sería su último en Cruz Azul para ser transferido al club Xolos de Tijuana.

## Estadísticas
Actualizado el 4 de abril de 2024.
| Equipo                                                                                              | Div.                | Temporada           | Liga     | Liga  | Copa Nacional(1) | Copa Nacional(1) | Copa Internacional | Copa Internacional | Total    | Total |
| Equipo                                                                                              | Div.                | Temporada           | Partidos | Goles | Partidos         | Goles            | Partidos           | Goles              | Partidos | Goles |
| C. F. Monterrey · México                                                                            | 1.ª                 | 2016-17             | 1        | 0     | -                | -                | 2                  | 1                  | 3        | 1     |
| C. F. Monterrey · México                                                                            | 1.ª                 | 2017-18             | 7        | 0     | 3                | 0                | -                  | -                  | 10       | 0     |
| C. F. Monterrey · México                                                                            | Total               | Total               | 8        | 0     | 3                | 0                | 2                  | 1                  | 13       | 1     |
| Cruz Azul F. C. · México                                                                            | 1.ª                 | 2018-19             | 8        | 0     | 11               | 1                | -                  | -                  | 19       | 1     |
| Cruz Azul F. C. · México                                                                            | 1.ª                 | 2019-20             | 8        | 0     | 0                | 0                | 2                  | 0                  | 10       | 0     |
| Cruz Azul F. C. · México                                                                            | 1.ª                 | 2020-21             | 17       | 0     | -                | -                | 1                  | 0                  | 18       | 0     |
| Cruz Azul F. C. · México                                                                            | Total               | Total               | 33       | 0     | 11               | 2                | 2                  | 0                  | 47       | 1     |
| C. Tijuana · México                                                                                 | 1.ª                 | 2021-22             | 17       | 0     | -                | -                | -                  | -                  | 17       | 0     |
| C. Tijuana · México                                                                                 | 1.ª                 | 2022-23             | 10       | 0     | -                | -                | -                  | -                  | 10       | 0     |
| C. Tijuana · México                                                                                 | Total               | Total               | 27       | 0     | 0                | 0                | 0                  | 0                  | 27       | 0     |
| C. Necaxa · México                                                                                  | 1.ª                 | 2023                | 5        | 0     | -                | -                | 1                  | 0                  | 6        | 0     |
| C. Necaxa · México                                                                                  | Total               | Total               | 5        | 0     | 0                | 0                | 1                  | 0                  | 6        | 0     |
| Querétaro F. C. · México                                                                            | 1.ª                 | 2024                | 1        | 0     | -                | -                | -                  | -                  | 1        | 0     |
| Querétaro F. C. · México                                                                            | 1.ª                 | 2024-25             | 2        | 0     | -                | -                | -                  | -                  | 2        | 0     |
| Querétaro F. C. · México                                                                            | Total               | Total               | 3        | 0     | 0                | 0                | 0                  | 0                  | 3        | 0     |
| Total en su carrera                                                                                 | Total en su carrera | Total en su carrera | 76       | 0     | 14               | 1                | 6                  | 1                  | 96       | 2     |
| (1) Incluye datos de la Copa MX. (2) Incluye datos de . (3) No incluye goles en partidos amistosos. |                     |                     |          |       |                  |                  |                    |                    |          |       |

## Palmarés

### Campeonatos nacionales
| Título                     | Club      | País   | Año  |
| -------------------------- | --------- | ------ | ---- |
| Copa México                | Cruz Azul | México | 2018 |
| Supercopa de México        | Cruz Azul | México | 2019 |
| Primera División de México | Cruz Azul | México | 2021 |